# 多花飞莲
多花飞莲（学名：Erigeron floribundus）为菊科飞蓬属的植物，是中国的特有植物。属中国原产的植物（非从国外引种）。